# Lincoln Motor Company
Líncoln — американский автомобильный производитель, принадлежащий Ford Motor Company. В 2011 году объём продаж подразделения в США составил 85 643 автомобиля (падение по сравнению с 2010 годом — 0,22 %).
Автомобили марки продаются в США, Канаде, Мексике, странах Ближнего Востока. В 2014 году Lincoln начал поставки машин на китайский рынок.

## История
Lincoln Motor Company была основана в 1917 году в Детройте Генри Лиландом, который ранее основал Cadillac, для производства авиационных двигателей. Компания была названа в честь Авраама Линкольна, 16 президента США, за которого Лиланд голосовал на первых для себя выборах. После Первой мировой войны Лиланд решил организовать производство престижных автомобилей, но из-за финансовых трудностей был вынужден продать компанию. Покупателем в 1922 году стал Генри Форд, сделавший Lincoln отделением Ford. Первой моделью марки был Lincoln L-Series, выпускавшийся с 1920 года. Он имел V-образный 8-цилиндровый двигатель, был похож на автомобили Cadillac и стоил 5000 долларов. В 1932 году начался выпуск Lincoln KB с 12-цилиндровым двигателем. Следующей моделью в 1936 году стал Lincoln Zephyr, также с двигателем V12. За первый год её производства продажи автомобилей Lincoln увеличились в 9 раз. На базе Zephyr в 1940 году была создана удлиненная модель Lincoln Zephyr Continental, выпускавшаяся до 1948 года (с перерывом, вызванным войной), а в 1955 году вышла новая модель, теперь называвшаяся просто Lincoln Continental. Её стоимость составляла около 10 000 долларов и была сопоставима со стоимостью Роллс-Ройса. Continental оставался флагманом Ford Motor Company до 1981 года, когда началось производство лимузина Lincoln Town Car.
После вхождения компании в состав концерна Ford Motor Company и до начала 70-х годов автомобили Lincoln выпускались на оригинальных платформах, унификация касалась лишь двигателей. Однако экономия привела к тому, что все платформы линкольнов стали унифицироваться с другими моделями группы.
В 1998—2002 годах Lincoln был частью отделения Premier Automotive Group, после чего был выведен из него в соответствии с новой маркетинговой стратегией Ford.
Lincoln была одной из первых марок, начавших выпуск престижных SUV с моделью Lincoln Navigator в 1998. После спада в начале 2000-х годов начинается более активное обновление модельного ряда, в 2004—2008 годах планируется вывести на рынок 5 новых моделей. Для уменьшения срока подготовки к производству применяется унификация с узлами и платформами, разработанными другими отделениями Ford Motor Company.

## Президентские автомобили
Lincoln имеет многолетний опыт создания лимузинов для президентов США. Первым таким автомобилем стал в 1939 году предназначенный для Франклина Рузвельта Lincoln V12 convertible, названный «Sunshine Special». Он оставался в строю до 1950 года, когда его сменил Lincoln Cosmopolitan, названный «Bubble Top». Им пользовались президенты Трумэн, Эйзенхауэр, Кеннеди и один раз Джонсон. В 1961 году для Кеннеди был построен Lincoln Continental convertible, и именно в этом автомобиле он был смертельно ранен в Далласе 22 ноября 1963 г. Линкольном 1969 г. пользовался Ричард Никсон, а 1972 г. — Форд, Картер, Рейган и Буш-старший. Lincoln 1989 г. остается последним президентским автомобилем марки. В 1983, 1993, 2001 и 2004 годах лимузины Белому дому поставлял Cadillac.

## Модельный ряд

### Нынешний модельный
- Lincoln Navigator (1998—н. в.)
- Lincoln Nautilus (2017—н. в.)
- Lincoln Aviator (2002—2005, 2018 — н. в.)
- Lincoln Corsair (2019—н. в.)

### Выпускавшиеся в недавнем прошлом
- Lincoln Town Car (1981—2011)
- Lincoln LS (2000—2006)
- Lincoln Zephyr (2022-н.в.)
- Lincoln Mark LT (2006—2008)
- Lincoln MKX (2007—2017)
- Lincoln MKS (2009—2016)
- Lincoln MKT (2010—2019)
- Lincoln MKC (2014—2019)
- Lincoln MKZ (2007—2020)
- Lincoln Continental (2016—2020)

### Исторические
- Lincoln L-Series (1920—1930)
- Lincoln K-series (1931—1940)
- Lincoln-Zephyr (1936—1940)
- Lincoln-Zephyr Continental (1940)
- Lincoln-Zephyr (1941-42)
- Lincoln Continental (1941—1948, 1961—1980, 1982—2002, 2016—2020)
- Lincoln Custom (1941—1942)
- Lincoln H-series (1946—1948)
- Lincoln Cosmopolitan (1949—1954)
- Lincoln Sport (1949—1951)
- Lincoln Lido (1950—1951)
- Lincoln Capri (1952—1959)
- Lincoln Custom (1955)
- Lincoln Mark Series (1956—1998)
- Lincoln Premiere (1956—1960)
- Lincoln Versailles (1977—1980)
- Lincoln Blackwood (2002)

### Концепт-кары
- Lincoln Continental 1950-X (1952)
- Lincoln Anniversary (1953)
- Lincoln Maharaja (1953)
- Lincoln XL-500 (1953)
- Lincoln Mardi Gras (1954)
- Lincoln Premiere (1955)
- Lincoln Futura (1955)
- Lincoln Indianapolis (1955)
- Lincoln Continental Town Sedan (1965, 1969)
- Lincoln Coronation Coupe (1966)
- Lincoln Coronation II (1967)
- Lincoln Mark III Dual Cowl Phaeton (1970)
- Lincoln Continental Concept 90 (1982)
- Lincoln Continental Concept (1983)
- Lincoln Quicksilver (1985—1986)
- Lincoln Continental Next Generation Mark (1986—1987)
- Lincoln Vignale (1987)
- Lincoln Machete (1988)
- Lincoln Marque X (1992)
- Lincoln L2K (1995)
- Lincoln Sentinel(1996)
- Lincoln Special LS (1999)
- Lincoln Mark 9 (2001)
- Lincoln Navicross (2003)